# Lijst van benamingen voor generaties

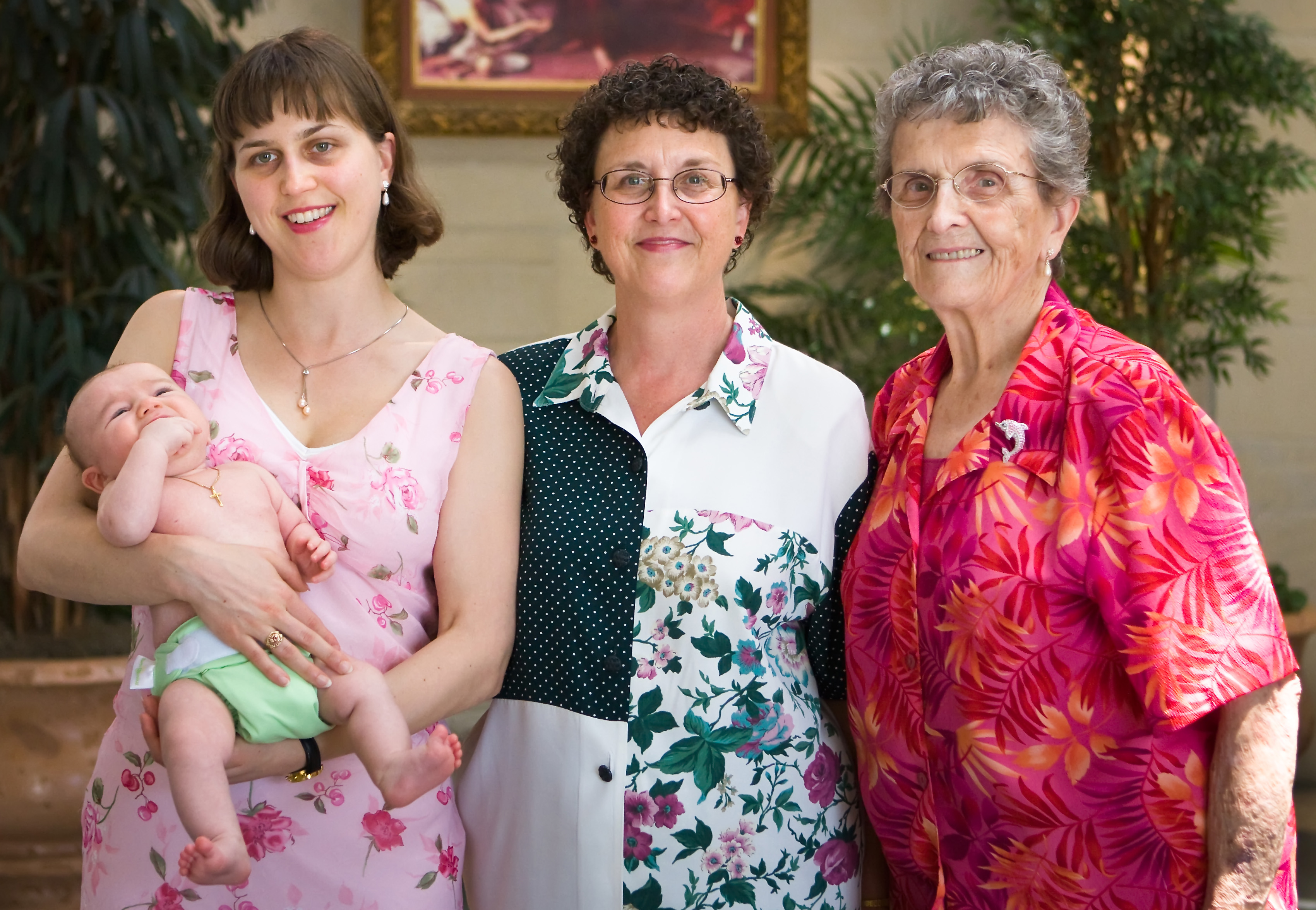
Vier generaties: kind, moeder, grootmoeder en overgrootmoeder

Onderstaande is een lijst van Nederlandstalige benamingen voor de generaties die door sommige mensen gebruikt worden in een kwartierstaat.
Deze indeling wordt gebruikt door de Nederlandse Genealogische Vereniging en door Familiekunde Vlaanderen, maar is niet de enige in omloop zijnde indeling. De herkomst van dit soort benamingen is duister; er is geen enkele historische achtergrond bekend. Serieuze genealogen gebruiken ze dan ook niet.

## Generaties

### Benamingen
- Generaties 1 en 2 hebben de namen 'Proband' en 'Ouder'
- Generaties 3 t/m 5 hebben de namen van de generaties 2 t/m 4 met achtereenvolgens voorvoegsel 'Groot', 'Over' en 'Bet'
- Generaties 6 t/m 9 hebben de namen van de generaties 2 t/m 5 met voorvoegsel 'Oud'
- Generaties 10 t/m 17 hebben de namen van de generaties 2 t/m 9 met voorvoegsel 'Stam'
- Generaties 18 t/m 33 hebben de namen van de generaties 2 t/m 17 met voorvoegsel 'Edel'
- Generaties 34 t/m 65 hebben de namen van de generaties 2 t/m 33 met voorvoegsel 'Voor'
- Generaties 66 t/m 129 hebben de namen van de generaties 2 t/m 65 met voorvoegsel 'Aarts'
- Generaties 130 t/m 257 hebben de namen van de generaties 2 t/m 129 met voorvoegsel 'Opper'
- Generaties 258 t/m 513 hebben de namen van de generaties 2 t/m 257 met voorvoegsel 'Hoog'
- Generatie 513 heeft volgens dit schema de naam 'Hoogopperaartsvooredelstamoudbetovergrootouder'
- Alleen de 1e letter van een samenvoeging dient een hoofdletter te zijn
- Het voorvoegsel 'bet' in betovergrootmoeder en betovergrootvader betekent beter, meer. (Vergelijk beter)[1]

### 1 t/m 129
Van deze 129 generaties hebben de eerste 2 geen voorvoegsel, de overige 127 beginnen met een voorvoegsel uit deze reeks : Groot, Over, Bet, Oud, Stam, Edel, Voor, Aarts.
| Generatie | Per 25 jaar | Voorvoegsel | Onzijdig                              | Mannelijk                             | Vrouwelijk                             |
| --------- | ----------- | ----------- | ------------------------------------- | ------------------------------------- | -------------------------------------- |
| 1         | 25          |             | Proband                               | Probandus                             | Probanda                               |
| 2         | 50          |             | Ouder                                 | Vader                                 | Moeder                                 |
| 3         | 75          | Groot       | Grootouder                            | Grootvader                            | Grootmoeder                            |
| 4         | 100         | Over        | Overgrootouder                        | Overgrootvader                        | Overgrootmoeder                        |
| 5         | 125         | Bet         | Betovergrootouder                     | Betovergrootvader                     | Betovergrootmoeder                     |
| 6         | 150         | Oud         | Oudouder                              | Oudvader                              | Oudmoeder                              |
| 7         | 175         |             | Oudgrootouder                         | Oudgrootvader                         | Oudgrootmoeder                         |
| 8         | 200         |             | Oudovergrootouder                     | Oudovergrootvader                     | Oudovergrootmoeder                     |
| 9         | 225         |             | Oudbetovergrootouder                  | Oudbetovergrootvader                  | Oudbetovergrootmoeder                  |
| 10        | 250         | Stam        | Stamouder                             | Stamvader                             | Stammoeder                             |
| 11        | 275         |             | Stamgrootouder                        | Stamgrootvader                        | Stamgrootmoeder                        |
| 12        | 300         |             | Stamovergrootouder                    | Stamovergrootvader                    | Stamovergrootmoeder                    |
| 13        | 325         |             | Stambetovergrootouder                 | Stambetovergrootvader                 | Stambetovergrootmoeder                 |
| 14        | 350         |             | Stamoudouder                          | Stamoudvader                          | Stamoudmoeder                          |
| 15        | 375         |             | Stamoudgrootouder                     | Stamoudgrootvader                     | Stamoudgrootmoeder                     |
| 16        | 400         |             | Stamoudovergrootouder                 | Stamoudovergrootvader                 | Stamoudovergrootmoeder                 |
| 17        | 425         |             | Stamoudbetovergrootouder              | Stamoudbetovergrootvader              | Stamoudbetovergrootmoeder              |
| 18        | 450         | Edel        | Edelouder                             | Edelvader                             | Edelmoeder                             |
| 19        | 475         |             | Edelgrootouder                        | Edelgrootvader                        | Edelgrootmoeder                        |
| 20        | 500         |             | Edelovergrootouder                    | Edelovergrootvader                    | Edelovergrootmoeder                    |
| 21        | 525         |             | Edelbetovergrootouder                 | Edelbetovergrootvader                 | Edelbetovergrootmoeder                 |
| 22        | 550         |             | Edeloudouder                          | Edeloudvader                          | Edeloudmoeder                          |
| 23        | 575         |             | Edeloudgrootouder                     | Edeloudgrootvader                     | Edeloudgrootmoeder                     |
| 24        | 600         |             | Edeloudovergrootouder                 | Edeloudovergrootvader                 | Edeloudovergrootmoeder                 |
| 25        | 625         |             | Edeloudbetovergrootouder              | Edeloudbetovergrootvader              | Edeloudbetovergrootmoeder              |
| 26        | 650         |             | Edelstamouder                         | Edelstamvader                         | Edelstammoeder                         |
| 27        | 675         |             | Edelstamgrootouder                    | Edelstamgrootvader                    | Edelstamgrootmoeder                    |
| 28        | 700         |             | Edelstamovergrootouder                | Edelstamovergrootvader                | Edelstamovergrootmoeder                |
| 29        | 725         |             | Edelstambetovergrootouder             | Edelstambetovergrootvader             | Edelstambetovergrootmoeder             |
| 30        | 750         |             | Edelstamoudouder                      | Edelstamoudvader                      | Edelstamoudmoeder                      |
| 31        | 775         |             | Edelstamoudgrootouder                 | Edelstamoudgrootvader                 | Edelstamoudgrootmoeder                 |
| 32        | 800         |             | Edelstamoudovergrootouder             | Edelstamoudovergrootvader             | Edelstamoudovergrootmoeder             |
| 33        | 825         |             | Edelstamoudbetovergrootouder          | Edelstamoudbetovergrootvader          | Edelstamoudbetovergrootmoeder          |
| 34        | 850         | Voor        | Voorouder                             | Voorvader                             | Voormoeder                             |
| 35        | 875         |             | Voorgrootouder                        | Voorgrootvader                        | Voorgrootmoeder                        |
| 36        | 900         |             | Voorovergrootouder                    | Voorovergrootvader                    | Voorovergrootmoeder                    |
| 37        | 925         |             | Voorbetovergrootouder                 | Voorbetovergrootvader                 | Voorbetovergrootmoeder                 |
| 38        | 950         |             | Vooroudouder                          | Vooroudvader                          | Vooroudmoeder                          |
| 39        | 975         |             | Vooroudgrootouder                     | Vooroudgrootvader                     | Vooroudgrootmoeder                     |
| 40        | 1000        |             | Vooroudovergrootouder                 | Vooroudovergrootvader                 | Vooroudovergrootmoeder                 |
| 41        | 1025        |             | Vooroudbetovergrootouder              | Vooroudbetovergrootvader              | Vooroudbetovergrootmoeder              |
| 42        | 1050        |             | Voorstamouder                         | Voorstamvader                         | Voorstammoeder                         |
| 43        | 1075        |             | Voorstamgrootouder                    | Voorstamgrootvader                    | Voorstamgrootmoeder                    |
| 44        | 1100        |             | Voorstamovergrootouder                | Voorstamovergrootvader                | Voorstamovergrootmoeder                |
| 45        | 1125        |             | Voorstambetovergrootouder             | Voorstambetovergrootvader             | Voorstambetovergrootmoeder             |
| 46        | 1150        |             | Voorstamoudouder                      | Voorstamoudvader                      | Voorstamoudmoeder                      |
| 47        | 1175        |             | Voorstamoudgrootouder                 | Voorstamoudgrootvader                 | Voorstamoudgrootmoeder                 |
| 48        | 1200        |             | Voorstamoudovergrootouder             | Voorstamoudovergrootvader             | Voorstamoudovergrootmoeder             |
| 49        | 1225        |             | Voorstamoudbetovergrootouder          | Voorstamoudbetovergrootvader          | Voorstamoudbetovergrootmoeder          |
| 50        | 1250        |             | Vooredelouder                         | Vooredelvader                         | Vooredelmoeder                         |
| 51        | 1275        |             | Vooredelgrootouder                    | Vooredelgrootvader                    | Vooredelgrootmoeder                    |
| 52        | 1300        |             | Vooredelovergrootouder                | Vooredelovergrootvader                | Vooredelovergrootmoeder                |
| 53        | 1325        |             | Vooredelbetovergrootouder             | Vooredelbetovergrootvader             | Vooredelbetovergrootmoeder             |
| 54        | 1350        |             | Vooredeloudouder                      | Vooredeloudvader                      | Vooredeloudmoeder                      |
| 55        | 1375        |             | Vooredeloudgrootouder                 | Vooredeloudgrootvader                 | Vooredeloudgrootmoeder                 |
| 56        | 1400        |             | Vooredeloudovergrootouder             | Vooredeloudovergrootvader             | Vooredeloudovergrootmoeder             |
| 57        | 1425        |             | Vooredeloudbetovergrootouder          | Vooredeloudbetovergrootvader          | Vooredeloudbetovergrootmoeder          |
| 58        | 1450        |             | Vooredelstamouder                     | Vooredelstamvader                     | Vooredelstammoeder                     |
| 59        | 1475        |             | Vooredelstamgrootouder                | Vooredelstamgrootvader                | Vooredelstamgrootmoeder                |
| 60        | 1500        |             | Vooredelstamovergrootouder            | Vooredelstamovergrootvader            | Vooredelstamovergrootmoeder            |
| 61        | 1525        |             | Vooredelstambetovergrootouder         | Vooredelstambetovergrootvader         | Vooredelstambetovergrootmoeder         |
| 62        | 1550        |             | Vooredelstamoudouder                  | Vooredelstamoudvader                  | Vooredelstamoudmoeder                  |
| 63        | 1575        |             | Vooredelstamoudgrootouder             | Vooredelstamoudgrootvader             | Vooredelstamoudgrootmoeder             |
| 64        | 1600        |             | Vooredelstamoudovergrootouder         | Vooredelstamoudovergrootvader         | Vooredelstamoudovergrootmoeder         |
| 65        | 1625        |             | Vooredelstamoudbetovergrootouder      | Vooredelstamoudbetovergrootvader      | Vooredelstamoudbetovergrootmoeder      |
| 66        | 1650        | Aarts       | Aartsouder                            | Aartsvader                            | Aartsmoeder                            |
| 67        | 1675        |             | Aartsgrootouder                       | Aartsgrootvader                       | Aartsgrootmoeder                       |
| 68        | 1700        |             | Aartsovergrootouder                   | Aartsovergrootvader                   | Aartsovergrootmoeder                   |
| 69        | 1725        |             | Aartsbetovergrootouder                | Aartsbetovergrootvader                | Aartsbetovergrootmoeder                |
| 70        | 1750        |             | Aartsoudouder                         | Aartsoudvader                         | Aartsoudmoeder                         |
| 71        | 1775        |             | Aartsoudgrootouder                    | Aartsoudgrootvader                    | Aartsoudgrootmoeder                    |
| 72        | 1800        |             | Aartsoudovergrootouder                | Aartsoudovergrootvader                | Aartsoudovergrootmoeder                |
| 73        | 1825        |             | Aartsoudbetovergrootouder             | Aartsoudbetovergrootvader             | Aartsoudbetovergrootmoeder             |
| 74        | 1850        |             | Aartsstamouder                        | Aartsstamvader                        | Aartsstammoeder                        |
| 75        | 1875        |             | Aartsstamgrootouder                   | Aartsstamgrootvader                   | Aartsstamgrootmoeder                   |
| 76        | 1900        |             | Aartsstamovergrootouder               | Aartsstamovergrootvader               | Aartsstamovergrootmoeder               |
| 77        | 1925        |             | Aartsstambetovergrootouder            | Aartsstambetovergrootvader            | Aartsstambetovergrootmoeder            |
| 78        | 1950        |             | Aartsstamoudouder                     | Aartsstamoudvader                     | Aartsstamoudmoeder                     |
| 79        | 1975        |             | Aartsstamoudgrootouder                | Aartsstamoudgrootvader                | Aartsstamoudgrootmoeder                |
| 80        | 2000        |             | Aartsstamoudovergrootouder            | Aartsstamoudovergrootvader            | Aartsstamoudovergrootmoeder            |
| 81        | 2025        |             | Aartsstamoudbetovergrootouder         | Aartsstamoudbetovergrootvader         | Aartsstamoudbetovergrootmoeder         |
| 82        | 2050        |             | Aartsedelouder                        | Aartsedelvader                        | Aartsedelmoeder                        |
| 83        | 2075        |             | Aartsedelgrootouder                   | Aartsedelgrootvader                   | Aartsedelgrootmoeder                   |
| 84        | 2100        |             | Aartsedelovergrootouder               | Aartsedelovergrootvader               | Aartsedelovergrootmoeder               |
| 85        | 2125        |             | Aartsedelbetovergrootouder            | Aartsedelbetovergrootvader            | Aartsedelbetovergrootmoeder            |
| 86        | 2150        |             | Aartsedeloudouder                     | Aartsedeloudvader                     | Aartsedeloudmoeder                     |
| 87        | 2175        |             | Aartsedeloudgrootouder                | Aartsedeloudgrootvader                | Aartsedeloudgrootmoeder                |
| 88        | 2200        |             | Aartsedeloudovergrootouder            | Aartsedeloudovergrootvader            | Aartsedeloudovergrootmoeder            |
| 89        | 2225        |             | Aartsedeloudbetovergrootouder         | Aartsedeloudbetovergrootvader         | Aartsedeloudbetovergrootmoeder         |
| 90        | 2250        |             | Aartsedelstamouder                    | Aartsedelstamvader                    | Aartsedelstammoeder                    |
| 91        | 2275        |             | Aartsedelstamgrootouder               | Aartsedelstamgrootvader               | Aartsedelstamgrootmoeder               |
| 92        | 2300        |             | Aartsedelstamovergrootouder           | Aartsedelstamovergrootvader           | Aartsedelstamovergrootmoeder           |
| 93        | 2325        |             | Aartsedelstambetovergrootouder        | Aartsedelstambetovergrootvader        | Aartsedelstambetovergrootmoeder        |
| 94        | 2350        |             | Aartsedelstamoudouder                 | Aartsedelstamoudvader                 | Aartsedelstamoudmoeder                 |
| 95        | 2375        |             | Aartsedelstamoudgrootouder            | Aartsedelstamoudgrootvader            | Aartsedelstamoudgrootmoeder            |
| 96        | 2400        |             | Aartsedelstamoudovergrootouder        | Aartsedelstamoudovergrootvader        | Aartsedelstamoudovergrootmoeder        |
| 97        | 2425        |             | Aartsedelstamoudbetovergrootouder     | Aartsedelstamoudbetovergrootvader     | Aartsedelstamoudbetovergrootmoeder     |
| 98        | 2450        |             | Aartsvoorouder                        | Aartsvoorvader                        | Aartsvoormoeder                        |
| 99        | 2475        |             | Aartsvoorgrootouder                   | Aartsvoorgrootvader                   | Aartsvoorgrootmoeder                   |
| 100       | 2500        |             | Aartsvoorovergrootouder               | Aartsvoorovergrootvader               | Aartsvoorovergrootmoeder               |
| 101       | 2525        |             | Aartsvoorbetovergrootouder            | Aartsvoorbetovergrootvader            | Aartsvoorbetovergrootmoeder            |
| 102       | 2550        |             | Aartsvooroudouder                     | Aartsvooroudvader                     | Aartsvooroudmoeder                     |
| 103       | 2575        |             | Aartsvooroudgrootouder                | Aartsvooroudgrootvader                | Aartsvooroudgrootmoeder                |
| 104       | 2600        |             | Aartsvooroudovergrootouder            | Aartsvooroudovergrootvader            | Aartsvooroudovergrootmoeder            |
| 105       | 2625        |             | Aartsvooroudbetovergrootouder         | Aartsvooroudbetovergrootvader         | Aartsvooroudbetovergrootmoeder         |
| 106       | 2650        |             | Aartsvoorstamouder                    | Aartsvoorstamvader                    | Aartsvoorstammoeder                    |
| 107       | 2675        |             | Aartsvoorstamgrootouder               | Aartsvoorstamgrootvader               | Aartsvoorstamgrootmoeder               |
| 108       | 2700        |             | Aartsvoorstamovergrootouder           | Aartsvoorstamovergrootvader           | Aartsvoorstamovergrootmoeder           |
| 109       | 2725        |             | Aartsvoorstambetovergrootouder        | Aartsvoorstambetovergrootvader        | Aartsvoorstambetovergrootmoeder        |
| 110       | 2750        |             | Aartsvoorstamoudouder                 | Aartsvoorstamoudvader                 | Aartsvoorstamoudmoeder                 |
| 111       | 2775        |             | Aartsvoorstamoudgrootouder            | Aartsvoorstamoudgrootvader            | Aartsvoorstamoudgrootmoeder            |
| 112       | 2800        |             | Aartsvoorstamoudovergrootouder        | Aartsvoorstamoudovergrootvader        | Aartsvoorstamoudovergrootmoeder        |
| 113       | 2825        |             | Aartsvoorstamoudbetovergrootouder     | Aartsvoorstamoudbetovergrootvader     | Aartsvoorstamoudbetovergrootmoeder     |
| 114       | 2850        |             | Aartsvooredelouder                    | Aartsvooredelvader                    | Aartsvooredelmoeder                    |
| 115       | 2875        |             | Aartsvooredelgrootouder               | Aartsvooredelgrootvader               | Aartsvooredelgrootmoeder               |
| 116       | 2900        |             | Aartsvooredelovergrootouder           | Aartsvooredelovergrootvader           | Aartsvooredelovergrootmoeder           |
| 117       | 2925        |             | Aartsvooredelbetovergrootouder        | Aartsvooredelbetovergrootvader        | Aartsvooredelbetovergrootmoeder        |
| 118       | 2950        |             | Aartsvooredeloudouder                 | Aartsvooredeloudvader                 | Aartsvooredeloudmoeder                 |
| 119       | 2975        |             | Aartsvooredeloudgrootouder            | Aartsvooredeloudgrootvader            | Aartsvooredeloudgrootmoeder            |
| 120       | 3000        |             | Aartsvooredeloudovergrootouder        | Aartsvooredeloudovergrootvader        | Aartsvooredeloudovergrootmoeder        |
| 121       | 3025        |             | Aartsvooredeloudbetovergrootouder     | Aartsvooredeloudbetovergrootvader     | Aartsvooredeloudbetovergrootmoeder     |
| 122       | 3050        |             | Aartsvooredelstamouder                | Aartsvooredelstamvader                | Aartsvooredelstammoeder                |
| 123       | 3075        |             | Aartsvooredelstamgrootouder           | Aartsvooredelstamgrootvader           | Aartsvooredelstamgrootmoeder           |
| 124       | 3100        |             | Aartsvooredelstamovergrootouder       | Aartsvooredelstamovergrootvader       | Aartsvooredelstamovergrootmoeder       |
| 125       | 3125        |             | Aartsvooredelstambetovergrootouder    | Aartsvooredelstambetovergrootvader    | Aartsvooredelstambetovergrootmoeder    |
| 126       | 3150        |             | Aartsvooredelstamoudouder             | Aartsvooredelstamoudvader             | Aartsvooredelstamoudmoeder             |
| 127       | 3175        |             | Aartsvooredelstamoudgrootouder        | Aartsvooredelstamoudgrootvader        | Aartsvooredelstamoudgrootmoeder        |
| 128       | 3200        |             | Aartsvooredelstamoudovergrootouder    | Aartsvooredelstamoudovergrootvader    | Aartsvooredelstamoudovergrootmoeder    |
| 129       | 3225        |             | Aartsvooredelstamoudbetovergrootouder | Aartsvooredelstamoudbetovergrootvader | Aartsvooredelstamoudbetovergrootmoeder |

### 130 t/m 257
Deze 128 generaties zijn alle generaties die beginnen met het voorvoegsel Opper.
| Generatie | Per 25 jaar | Voorvoegsel | Onzijdig                                   | Mannelijk                                  | Vrouwelijk                                  |
| --------- | ----------- | ----------- | ------------------------------------------ | ------------------------------------------ | ------------------------------------------- |
| 130       | 3250        | Opper       | Opperouder                                 | Oppervader                                 | Oppermoeder                                 |
| 131       | 3275        |             | Oppergrootouder                            | Oppergrootvader                            | Oppergrootmoeder                            |
| 132       | 3300        |             | Opperovergrootouder                        | Opperovergrootvader                        | Opperovergrootmoeder                        |
| 133       | 3325        |             | Opperbetovergrootouder                     | Opperbetovergrootvader                     | Opperbetovergrootmoeder                     |
| 134       | 3350        |             | Opperoudouder                              | Opperoudvader                              | Opperoudmoeder                              |
| 135       | 3375        |             | Opperoudgrootouder                         | Opperoudgrootvader                         | Opperoudgrootmoeder                         |
| 136       | 3400        |             | Opperoudovergrootouder                     | Opperoudovergrootvader                     | Opperoudovergrootmoeder                     |
| 137       | 3425        |             | Opperoudbetovergrootouder                  | Opperoudbetovergrootvader                  | Opperoudbetovergrootmoeder                  |
| 138       | 3450        |             | Opperstamouder                             | Opperstamvader                             | Opperstammoeder                             |
| 139       | 3475        |             | Opperstamgrootouder                        | Opperstamgrootvader                        | Opperstamgrootmoeder                        |
| 140       | 3500        |             | Opperstamovergrootouder                    | Opperstamovergrootvader                    | Opperstamovergrootmoeder                    |
| 141       | 3525        |             | Opperstambetovergrootouder                 | Opperstambetovergrootvader                 | Opperstambetovergrootmoeder                 |
| 142       | 3550        |             | Opperstamoudouder                          | Opperstamoudvader                          | Opperstamoudmoeder                          |
| 143       | 3575        |             | Opperstamoudgrootouder                     | Opperstamoudgrootvader                     | Opperstamoudgrootmoeder                     |
| 144       | 3600        |             | Opperstamoudovergrootouder                 | Opperstamoudovergrootvader                 | Opperstamoudovergrootmoeder                 |
| 145       | 3625        |             | Opperstamoudbetovergrootouder              | Opperstamoudbetovergrootvader              | Opperstamoudbetovergrootmoeder              |
| 146       | 3650        |             | Opperedelouder                             | Opperedelvader                             | Opperedelmoeder                             |
| 147       | 3675        |             | Opperedelgrootouder                        | Opperedelgrootvader                        | Opperedelgrootmoeder                        |
| 148       | 3700        |             | Opperedelovergrootouder                    | Opperedelovergrootvader                    | Opperedelovergrootmoeder                    |
| 149       | 3725        |             | Opperedelbetovergrootouder                 | Opperedelbetovergrootvader                 | Opperedelbetovergrootmoeder                 |
| 150       | 3750        |             | Opperedeloudouder                          | Opperedeloudvader                          | Opperedeloudmoeder                          |
| 151       | 3775        |             | Opperedeloudgrootouder                     | Opperedeloudgrootvader                     | Opperedeloudgrootmoeder                     |
| 152       | 3800        |             | Opperedeloudovergrootouder                 | Opperedeloudovergrootvader                 | Opperedeloudovergrootmoeder                 |
| 153       | 3825        |             | Opperedeloudbetovergrootouder              | Opperedeloudbetovergrootvader              | Opperedeloudbetovergrootmoeder              |
| 154       | 3850        |             | Opperedelstamouder                         | Opperedelstamvader                         | Opperedelstammoeder                         |
| 155       | 3875        |             | Opperedelstamgrootouder                    | Opperedelstamgrootvader                    | Opperedelstamgrootmoeder                    |
| 156       | 3900        |             | Opperedelstamovergrootouder                | Opperedelstamovergrootvader                | Opperedelstamovergrootmoeder                |
| 157       | 3925        |             | Opperedelstambetovergrootouder             | Opperedelstambetovergrootvader             | Opperedelstambetovergrootmoeder             |
| 158       | 3950        |             | Opperedelstamoudouder                      | Opperedelstamoudvader                      | Opperedelstamoudmoeder                      |
| 159       | 3975        |             | Opperedelstamoudgrootouder                 | Opperedelstamoudgrootvader                 | Opperedelstamoudgrootmoeder                 |
| 160       | 4000        |             | Opperedelstamoudovergrootouder             | Opperedelstamoudovergrootvader             | Opperedelstamoudovergrootmoeder             |
| 161       | 4025        |             | Opperedelstamoudbetovergrootouder          | Opperedelstamoudbetovergrootvader          | Opperedelstamoudbetovergrootmoeder          |
| 162       | 4050        |             | Oppervoorouder                             | Oppervoorvader                             | Oppervoormoeder                             |
| 163       | 4075        |             | Oppervoorgrootouder                        | Oppervoorgrootvader                        | Oppervoorgrootmoeder                        |
| 164       | 4100        |             | Oppervoorovergrootouder                    | Oppervoorovergrootvader                    | Oppervoorovergrootmoeder                    |
| 165       | 4125        |             | Oppervoorbetovergrootouder                 | Oppervoorbetovergrootvader                 | Oppervoorbetovergrootmoeder                 |
| 166       | 4150        |             | Oppervooroudouder                          | Oppervooroudvader                          | Oppervooroudmoeder                          |
| 167       | 4175        |             | Oppervooroudgrootouder                     | Oppervooroudgrootvader                     | Oppervooroudgrootmoeder                     |
| 168       | 4200        |             | Oppervooroudovergrootouder                 | Oppervooroudovergrootvader                 | Oppervooroudovergrootmoeder                 |
| 169       | 4225        |             | Oppervooroudbetovergrootouder              | Oppervooroudbetovergrootvader              | Oppervooroudbetovergrootmoeder              |
| 170       | 4250        |             | Oppervoorstamouder                         | Oppervoorstamvader                         | Oppervoorstammoeder                         |
| 171       | 4275        |             | Oppervoorstamgrootouder                    | Oppervoorstamgrootvader                    | Oppervoorstamgrootmoeder                    |
| 172       | 4300        |             | Oppervoorstamovergrootouder                | Oppervoorstamovergrootvader                | Oppervoorstamovergrootmoeder                |
| 173       | 4325        |             | Oppervoorstambetovergrootouder             | Oppervoorstambetovergrootvader             | Oppervoorstambetovergrootmoeder             |
| 174       | 4350        |             | Oppervoorstamoudouder                      | Oppervoorstamoudvader                      | Oppervoorstamoudmoeder                      |
| 175       | 4375        |             | Oppervoorstamoudgrootouder                 | Oppervoorstamoudgrootvader                 | Oppervoorstamoudgrootmoeder                 |
| 176       | 4400        |             | Oppervoorstamoudovergrootouder             | Oppervoorstamoudovergrootvader             | Oppervoorstamoudovergrootmoeder             |
| 177       | 4425        |             | Oppervoorstamoudbetovergrootouder          | Oppervoorstamoudbetovergrootvader          | Oppervoorstamoudbetovergrootmoeder          |
| 178       | 4450        |             | Oppervooredelouder                         | Oppervooredelvader                         | Oppervooredelmoeder                         |
| 179       | 4475        |             | Oppervooredelgrootouder                    | Oppervooredelgrootvader                    | Oppervooredelgrootmoeder                    |
| 180       | 4500        |             | Oppervooredelovergrootouder                | Oppervooredelovergrootvader                | Oppervooredelovergrootmoeder                |
| 181       | 4525        |             | Oppervooredelbetovergrootouder             | Oppervooredelbetovergrootvader             | Oppervooredelbetovergrootmoeder             |
| 182       | 4550        |             | Oppervooredeloudouder                      | Oppervooredeloudvader                      | Oppervooredeloudmoeder                      |
| 183       | 4575        |             | Oppervooredeloudgrootouder                 | Oppervooredeloudgrootvader                 | Oppervooredeloudgrootmoeder                 |
| 184       | 4600        |             | Oppervooredeloudovergrootouder             | Oppervooredeloudovergrootvader             | Oppervooredeloudovergrootmoeder             |
| 185       | 4625        |             | Oppervooredeloudbetovergrootouder          | Oppervooredeloudbetovergrootvader          | Oppervooredeloudbetovergrootmoeder          |
| 186       | 4650        |             | Oppervooredelstamouder                     | Oppervooredelstamvader                     | Oppervooredelstammoeder                     |
| 187       | 4675        |             | Oppervooredelstamgrootouder                | Oppervooredelstamgrootvader                | Oppervooredelstamgrootmoeder                |
| 188       | 4700        |             | Oppervooredelstamovergrootouder            | Oppervooredelstamovergrootvader            | Oppervooredelstamovergrootmoeder            |
| 189       | 4725        |             | Oppervooredelstambetovergrootouder         | Oppervooredelstambetovergrootvader         | Oppervooredelstambetovergrootmoeder         |
| 190       | 4750        |             | Oppervooredelstamoudouder                  | Oppervooredelstamoudvader                  | Oppervooredelstamoudmoeder                  |
| 191       | 4775        |             | Oppervooredelstamoudgrootouder             | Oppervooredelstamoudgrootvader             | Oppervooredelstamoudgrootmoeder             |
| 192       | 4800        |             | Oppervooredelstamoudovergrootouder         | Oppervooredelstamoudovergrootvader         | Oppervooredelstamoudovergrootmoeder         |
| 193       | 4825        |             | Oppervooredelstamoudbetovergrootouder      | Oppervooredelstamoudbetovergrootvader      | Oppervooredelstamoudbetovergrootmoeder      |
| 194       | 4850        |             | Opperaartsouder                            | Opperaartsvader                            | Opperaartsmoeder                            |
| 195       | 4875        |             | Opperaartsgrootouder                       | Opperaartsgrootvader                       | Opperaartsgrootmoeder                       |
| 196       | 4900        |             | Opperaartsovergrootouder                   | Opperaartsovergrootvader                   | Opperaartsovergrootmoeder                   |
| 197       | 4925        |             | Opperaartsbetovergrootouder                | Opperaartsbetovergrootvader                | Opperaartsbetovergrootmoeder                |
| 198       | 4950        |             | Opperaartsoudouder                         | Opperaartsoudvader                         | Opperaartsoudmoeder                         |
| 199       | 4975        |             | Opperaartsoudgrootouder                    | Opperaartsoudgrootvader                    | Opperaartsoudgrootmoeder                    |
| 200       | 5000        |             | Opperaartsoudovergrootouder                | Opperaartsoudovergrootvader                | Opperaartsoudovergrootmoeder                |
| 201       | 5025        |             | Opperaartsoudbetovergrootouder             | Opperaartsoudbetovergrootvader             | Opperaartsoudbetovergrootmoeder             |
| 202       | 5050        |             | Opperaartsstamouder                        | Opperaartsstamvader                        | Opperaartsstammoeder                        |
| 203       | 5075        |             | Opperaartsstamgrootouder                   | Opperaartsstamgrootvader                   | Opperaartsstamgrootmoeder                   |
| 204       | 5100        |             | Opperaartsstamovergrootouder               | Opperaartsstamovergrootvader               | Opperaartsstamovergrootmoeder               |
| 205       | 5125        |             | Opperaartsstambetovergrootouder            | Opperaartsstambetovergrootvader            | Opperaartsstambetovergrootmoeder            |
| 206       | 5150        |             | Opperaartsstamoudouder                     | Opperaartsstamoudvader                     | Opperaartsstamoudmoeder                     |
| 207       | 5175        |             | Opperaartsstamoudgrootouder                | Opperaartsstamoudgrootvader                | Opperaartsstamoudgrootmoeder                |
| 208       | 5200        |             | Opperaartsstamoudovergrootouder            | Opperaartsstamoudovergrootvader            | Opperaartsstamoudovergrootmoeder            |
| 209       | 5225        |             | Opperaartsstamoudbetovergrootouder         | Opperaartsstamoudbetovergrootvader         | Opperaartsstamoudbetovergrootmoeder         |
| 210       | 5250        |             | Opperaartsedelouder                        | Opperaartsedelvader                        | Opperaartsedelmoeder                        |
| 211       | 5275        |             | Opperaartsedelgrootouder                   | Opperaartsedelgrootvader                   | Opperaartsedelgrootmoeder                   |
| 212       | 5300        |             | Opperaartsedelovergrootouder               | Opperaartsedelovergrootvader               | Opperaartsedelovergrootmoeder               |
| 213       | 5325        |             | Opperaartsedelbetovergrootouder            | Opperaartsedelbetovergrootvader            | Opperaartsedelbetovergrootmoeder            |
| 214       | 5350        |             | Opperaartsedeloudouder                     | Opperaartsedeloudvader                     | Opperaartsedeloudmoeder                     |
| 215       | 5375        |             | Opperaartsedeloudgrootouder                | Opperaartsedeloudgrootvader                | Opperaartsedeloudgrootmoeder                |
| 216       | 5400        |             | Opperaartsedeloudovergrootouder            | Opperaartsedeloudovergrootvader            | Opperaartsedeloudovergrootmoeder            |
| 217       | 5425        |             | Opperaartsedeloudbetovergrootouder         | Opperaartsedeloudbetovergrootvader         | Opperaartsedeloudbetovergrootmoeder         |
| 218       | 5450        |             | Opperaartsedelstamouder                    | Opperaartsedelstamvader                    | Opperaartsedelstammoeder                    |
| 219       | 5475        |             | Opperaartsedelstamgrootouder               | Opperaartsedelstamgrootvader               | Opperaartsedelstamgrootmoeder               |
| 220       | 5500        |             | Opperaartsedelstamovergrootouder           | Opperaartsedelstamovergrootvader           | Opperaartsedelstamovergrootmoeder           |
| 221       | 5525        |             | Opperaartsedelstambetovergrootouder        | Opperaartsedelstambetovergrootvader        | Opperaartsedelstambetovergrootmoeder        |
| 222       | 5550        |             | Opperaartsedelstamoudouder                 | Opperaartsedelstamoudvader                 | Opperaartsedelstamoudmoeder                 |
| 223       | 5575        |             | Opperaartsedelstamoudgrootouder            | Opperaartsedelstamoudgrootvader            | Opperaartsedelstamoudgrootmoeder            |
| 224       | 5600        |             | Opperaartsedelstamoudovergrootouder        | Opperaartsedelstamoudovergrootvader        | Opperaartsedelstamoudovergrootmoeder        |
| 225       | 5625        |             | Opperaartsedelstamoudbetovergrootouder     | Opperaartsedelstamoudbetovergrootvader     | Opperaartsedelstamoudbetovergrootmoeder     |
| 226       | 5650        |             | Opperaartsvoorouder                        | Opperaartsvoorvader                        | Opperaartsvoormoeder                        |
| 227       | 5675        |             | Opperaartsvoorgrootouder                   | Opperaartsvoorgrootvader                   | Opperaartsvoorgrootmoeder                   |
| 228       | 5700        |             | Opperaartsvoorovergrootouder               | Opperaartsvoorovergrootvader               | Opperaartsvoorovergrootmoeder               |
| 229       | 5725        |             | Opperaartsvoorbetovergrootouder            | Opperaartsvoorbetovergrootvader            | Opperaartsvoorbetovergrootmoeder            |
| 230       | 5750        |             | Opperaartsvooroudouder                     | Opperaartsvooroudvader                     | Opperaartsvooroudmoeder                     |
| 231       | 5775        |             | Opperaartsvooroudgrootouder                | Opperaartsvooroudgrootvader                | Opperaartsvooroudgrootmoeder                |
| 232       | 5800        |             | Opperaartsvooroudovergrootouder            | Opperaartsvooroudovergrootvader            | Opperaartsvooroudovergrootmoeder            |
| 233       | 5825        |             | Opperaartsvooroudbetovergrootouder         | Opperaartsvooroudbetovergrootvader         | Opperaartsvooroudbetovergrootmoeder         |
| 234       | 5850        |             | Opperaartsvoorstamouder                    | Opperaartsvoorstamvader                    | Opperaartsvoorstammoeder                    |
| 235       | 5875        |             | Opperaartsvoorstamgrootouder               | Opperaartsvoorstamgrootvader               | Opperaartsvoorstamgrootmoeder               |
| 236       | 5900        |             | Opperaartsvoorstamovergrootouder           | Opperaartsvoorstamovergrootvader           | Opperaartsvoorstamovergrootmoeder           |
| 237       | 5925        |             | Opperaartsvoorstambetovergrootouder        | Opperaartsvoorstambetovergrootvader        | Opperaartsvoorstambetovergrootmoeder        |
| 238       | 5950        |             | Opperaartsvoorstamoudouder                 | Opperaartsvoorstamoudvader                 | Opperaartsvoorstamoudmoeder                 |
| 239       | 5975        |             | Opperaartsvoorstamoudgrootouder            | Opperaartsvoorstamoudgrootvader            | Opperaartsvoorstamoudgrootmoeder            |
| 240       | 6000        |             | Opperaartsvoorstamoudovergrootouder        | Opperaartsvoorstamoudovergrootvader        | Opperaartsvoorstamoudovergrootmoeder        |
| 241       | 6025        |             | Opperaartsvoorstamoudbetovergrootouder     | Opperaartsvoorstamoudbetovergrootvader     | Opperaartsvoorstamoudbetovergrootmoeder     |
| 242       | 6050        |             | Opperaartsvooredelouder                    | Opperaartsvooredelvader                    | Opperaartsvooredelmoeder                    |
| 243       | 6075        |             | Opperaartsvooredelgrootouder               | Opperaartsvooredelgrootvader               | Opperaartsvooredelgrootmoeder               |
| 244       | 6100        |             | Opperaartsvooredelovergrootouder           | Opperaartsvooredelovergrootvader           | Opperaartsvooredelovergrootmoeder           |
| 245       | 6125        |             | Opperaartsvooredelbetovergrootouder        | Opperaartsvooredelbetovergrootvader        | Opperaartsvooredelbetovergrootmoeder        |
| 246       | 6150        |             | Opperaartsvooredeloudouder                 | Opperaartsvooredeloudvader                 | Opperaartsvooredeloudmoeder                 |
| 247       | 6175        |             | Opperaartsvooredeloudgrootouder            | Opperaartsvooredeloudgrootvader            | Opperaartsvooredeloudgrootmoeder            |
| 248       | 6200        |             | Opperaartsvooredeloudovergrootouder        | Opperaartsvooredeloudovergrootvader        | Opperaartsvooredeloudovergrootmoeder        |
| 249       | 6225        |             | Opperaartsvooredeloudbetovergrootouder     | Opperaartsvooredeloudbetovergrootvader     | Opperaartsvooredeloudbetovergrootmoeder     |
| 250       | 6250        |             | Opperaartsvooredelstamouder                | Opperaartsvooredelstamvader                | Opperaartsvooredelstammoeder                |
| 251       | 6275        |             | Opperaartsvooredelstamgrootouder           | Opperaartsvooredelstamgrootvader           | Opperaartsvooredelstamgrootmoeder           |
| 252       | 6300        |             | Opperaartsvooredelstamovergrootouder       | Opperaartsvooredelstamovergrootvader       | Opperaartsvooredelstamovergrootmoeder       |
| 253       | 6325        |             | Opperaartsvooredelstambetovergrootouder    | Opperaartsvooredelstambetovergrootvader    | Opperaartsvooredelstambetovergrootmoeder    |
| 254       | 6350        |             | Opperaartsvooredelstamoudouder             | Opperaartsvooredelstamoudvader             | Opperaartsvooredelstamoudmoeder             |
| 255       | 6375        |             | Opperaartsvooredelstamoudgrootouder        | Opperaartsvooredelstamoudgrootvader        | Opperaartsvooredelstamoudgrootmoeder        |
| 256       | 6400        |             | Opperaartsvooredelstamoudovergrootouder    | Opperaartsvooredelstamoudovergrootvader    | Opperaartsvooredelstamoudovergrootmoeder    |
| 257       | 6425        |             | Opperaartsvooredelstamoudbetovergrootouder | Opperaartsvooredelstamoudbetovergrootvader | Opperaartsvooredelstamoudbetovergrootmoeder |

### 258 t/m 385
Deze 128 generaties vormen de 1e helft van alle generaties die beginnen met het voorvoegsel Hoog.
| Generatie | Per 25 jaar | Voorvoegsel | Onzijdig                                  | Mannelijk                                 | Vrouwelijk                                 |
| --------- | ----------- | ----------- | ----------------------------------------- | ----------------------------------------- | ------------------------------------------ |
| 258       | 6450        | Hoog        | Hoogouder                                 | Hoogvader                                 | Hoogmoeder                                 |
| 259       | 6475        |             | Hooggrootouder                            | Hooggrootvader                            | Hooggrootmoeder                            |
| 260       | 6500        |             | Hoogovergrootouder                        | Hoogovergrootvader                        | Hoogovergrootmoeder                        |
| 261       | 6525        |             | Hoogbetovergrootouder                     | Hoogbetovergrootvader                     | Hoogbetovergrootmoeder                     |
| 262       | 6550        |             | Hoogoudouder                              | Hoogoudvader                              | Hoogoudmoeder                              |
| 263       | 6575        |             | Hoogoudgrootouder                         | Hoogoudgrootvader                         | Hoogoudgrootmoeder                         |
| 264       | 6600        |             | Hoogoudovergrootouder                     | Hoogoudovergrootvader                     | Hoogoudovergrootmoeder                     |
| 265       | 6625        |             | Hoogoudbetovergrootouder                  | Hoogoudbetovergrootvader                  | Hoogoudbetovergrootmoeder                  |
| 266       | 6650        |             | Hoogstamouder                             | Hoogstamvader                             | Hoogstammoeder                             |
| 267       | 6675        |             | Hoogstamgrootouder                        | Hoogstamgrootvader                        | Hoogstamgrootmoeder                        |
| 268       | 6700        |             | Hoogstamovergrootouder                    | Hoogstamovergrootvader                    | Hoogstamovergrootmoeder                    |
| 269       | 6725        |             | Hoogstambetovergrootouder                 | Hoogstambetovergrootvader                 | Hoogstambetovergrootmoeder                 |
| 270       | 6750        |             | Hoogstamoudouder                          | Hoogstamoudvader                          | Hoogstamoudmoeder                          |
| 271       | 6775        |             | Hoogstamoudgrootouder                     | Hoogstamoudgrootvader                     | Hoogstamoudgrootmoeder                     |
| 272       | 6800        |             | Hoogstamoudovergrootouder                 | Hoogstamoudovergrootvader                 | Hoogstamoudovergrootmoeder                 |
| 273       | 6825        |             | Hoogstamoudbetovergrootouder              | Hoogstamoudbetovergrootvader              | Hoogstamoudbetovergrootmoeder              |
| 274       | 6850        |             | Hoogedelouder                             | Hoogedelvader                             | Hoogedelmoeder                             |
| 275       | 6875        |             | Hoogedelgrootouder                        | Hoogedelgrootvader                        | Hoogedelgrootmoeder                        |
| 276       | 6900        |             | Hoogedelovergrootouder                    | Hoogedelovergrootvader                    | Hoogedelovergrootmoeder                    |
| 277       | 6925        |             | Hoogedelbetovergrootouder                 | Hoogedelbetovergrootvader                 | Hoogedelbetovergrootmoeder                 |
| 278       | 6950        |             | Hoogedeloudouder                          | Hoogedeloudvader                          | Hoogedeloudmoeder                          |
| 279       | 6975        |             | Hoogedeloudgrootouder                     | Hoogedeloudgrootvader                     | Hoogedeloudgrootmoeder                     |
| 280       | 7000        |             | Hoogedeloudovergrootouder                 | Hoogedeloudovergrootvader                 | Hoogedeloudovergrootmoeder                 |
| 281       | 7025        |             | Hoogedeloudbetovergrootouder              | Hoogedeloudbetovergrootvader              | Hoogedeloudbetovergrootmoeder              |
| 282       | 7050        |             | Hoogedelstamouder                         | Hoogedelstamvader                         | Hoogedelstammoeder                         |
| 283       | 7075        |             | Hoogedelstamgrootouder                    | Hoogedelstamgrootvader                    | Hoogedelstamgrootmoeder                    |
| 284       | 7100        |             | Hoogedelstamovergrootouder                | Hoogedelstamovergrootvader                | Hoogedelstamovergrootmoeder                |
| 285       | 7125        |             | Hoogedelstambetovergrootouder             | Hoogedelstambetovergrootvader             | Hoogedelstambetovergrootmoeder             |
| 286       | 7150        |             | Hoogedelstamoudouder                      | Hoogedelstamoudvader                      | Hoogedelstamoudmoeder                      |
| 287       | 7175        |             | Hoogedelstamoudgrootouder                 | Hoogedelstamoudgrootvader                 | Hoogedelstamoudgrootmoeder                 |
| 288       | 7200        |             | Hoogedelstamoudovergrootouder             | Hoogedelstamoudovergrootvader             | Hoogedelstamoudovergrootmoeder             |
| 289       | 7225        |             | Hoogedelstamoudbetovergrootouder          | Hoogedelstamoudbetovergrootvader          | Hoogedelstamoudbetovergrootmoeder          |
| 290       | 7250        |             | Hoogvoorouder                             | Hoogvoorvader                             | Hoogvoormoeder                             |
| 291       | 7275        |             | Hoogvoorgrootouder                        | Hoogvoorgrootvader                        | Hoogvoorgrootmoeder                        |
| 292       | 7300        |             | Hoogvoorovergrootouder                    | Hoogvoorovergrootvader                    | Hoogvoorovergrootmoeder                    |
| 293       | 7325        |             | Hoogvoorbetovergrootouder                 | Hoogvoorbetovergrootvader                 | Hoogvoorbetovergrootmoeder                 |
| 294       | 7350        |             | Hoogvooroudouder                          | Hoogvooroudvader                          | Hoogvooroudmoeder                          |
| 295       | 7375        |             | Hoogvooroudgrootouder                     | Hoogvooroudgrootvader                     | Hoogvooroudgrootmoeder                     |
| 296       | 7400        |             | Hoogvooroudovergrootouder                 | Hoogvooroudovergrootvader                 | Hoogvooroudovergrootmoeder                 |
| 297       | 7425        |             | Hoogvooroudbetovergrootouder              | Hoogvooroudbetovergrootvader              | Hoogvooroudbetovergrootmoeder              |
| 298       | 7450        |             | Hoogvoorstamouder                         | Hoogvoorstamvader                         | Hoogvoorstammoeder                         |
| 299       | 7475        |             | Hoogvoorstamgrootouder                    | Hoogvoorstamgrootvader                    | Hoogvoorstamgrootmoeder                    |
| 300       | 7500        |             | Hoogvoorstamovergrootouder                | Hoogvoorstamovergrootvader                | Hoogvoorstamovergrootmoeder                |
| 301       | 7525        |             | Hoogvoorstambetovergrootouder             | Hoogvoorstambetovergrootvader             | Hoogvoorstambetovergrootmoeder             |
| 302       | 7550        |             | Hoogvoorstamoudouder                      | Hoogvoorstamoudvader                      | Hoogvoorstamoudmoeder                      |
| 303       | 7575        |             | Hoogvoorstamoudgrootouder                 | Hoogvoorstamoudgrootvader                 | Hoogvoorstamoudgrootmoeder                 |
| 304       | 7600        |             | Hoogvoorstamoudovergrootouder             | Hoogvoorstamoudovergrootvader             | Hoogvoorstamoudovergrootmoeder             |
| 305       | 7625        |             | Hoogvoorstamoudbetovergrootouder          | Hoogvoorstamoudbetovergrootvader          | Hoogvoorstamoudbetovergrootmoeder          |
| 306       | 7650        |             | Hoogvooredelouder                         | Hoogvooredelvader                         | Hoogvooredelmoeder                         |
| 307       | 7675        |             | Hoogvooredelgrootouder                    | Hoogvooredelgrootvader                    | Hoogvooredelgrootmoeder                    |
| 308       | 7700        |             | Hoogvooredelovergrootouder                | Hoogvooredelovergrootvader                | Hoogvooredelovergrootmoeder                |
| 309       | 7725        |             | Hoogvooredelbetovergrootouder             | Hoogvooredelbetovergrootvader             | Hoogvooredelbetovergrootmoeder             |
| 310       | 7750        |             | Hoogvooredeloudouder                      | Hoogvooredeloudvader                      | Hoogvooredeloudmoeder                      |
| 311       | 7775        |             | Hoogvooredeloudgrootouder                 | Hoogvooredeloudgrootvader                 | Hoogvooredeloudgrootmoeder                 |
| 312       | 7800        |             | Hoogvooredeloudovergrootouder             | Hoogvooredeloudovergrootvader             | Hoogvooredeloudovergrootmoeder             |
| 313       | 7825        |             | Hoogvooredeloudbetovergrootouder          | Hoogvooredeloudbetovergrootvader          | Hoogvooredeloudbetovergrootmoeder          |
| 314       | 7850        |             | Hoogvooredelstamouder                     | Hoogvooredelstamvader                     | Hoogvooredelstammoeder                     |
| 315       | 7875        |             | Hoogvooredelstamgrootouder                | Hoogvooredelstamgrootvader                | Hoogvooredelstamgrootmoeder                |
| 316       | 7900        |             | Hoogvooredelstamovergrootouder            | Hoogvooredelstamovergrootvader            | Hoogvooredelstamovergrootmoeder            |
| 317       | 7925        |             | Hoogvooredelstambetovergrootouder         | Hoogvooredelstambetovergrootvader         | Hoogvooredelstambetovergrootmoeder         |
| 318       | 7950        |             | Hoogvooredelstamoudouder                  | Hoogvooredelstamoudvader                  | Hoogvooredelstamoudmoeder                  |
| 319       | 7975        |             | Hoogvooredelstamoudgrootouder             | Hoogvooredelstamoudgrootvader             | Hoogvooredelstamoudgrootmoeder             |
| 320       | 8000        |             | Hoogvooredelstamoudovergrootouder         | Hoogvooredelstamoudovergrootvader         | Hoogvooredelstamoudovergrootmoeder         |
| 321       | 8025        |             | Hoogvooredelstamoudbetovergrootouder      | Hoogvooredelstamoudbetovergrootvader      | Hoogvooredelstamoudbetovergrootmoeder      |
| 322       | 8050        |             | Hoogaartsouder                            | Hoogaartsvader                            | Hoogaartsmoeder                            |
| 323       | 8075        |             | Hoogaartsgrootouder                       | Hoogaartsgrootvader                       | Hoogaartsgrootmoeder                       |
| 324       | 8100        |             | Hoogaartsovergrootouder                   | Hoogaartsovergrootvader                   | Hoogaartsovergrootmoeder                   |
| 325       | 8125        |             | Hoogaartsbetovergrootouder                | Hoogaartsbetovergrootvader                | Hoogaartsbetovergrootmoeder                |
| 326       | 8150        |             | Hoogaartsoudouder                         | Hoogaartsoudvader                         | Hoogaartsoudmoeder                         |
| 327       | 8175        |             | Hoogaartsoudgrootouder                    | Hoogaartsoudgrootvader                    | Hoogaartsoudgrootmoeder                    |
| 328       | 8200        |             | Hoogaartsoudovergrootouder                | Hoogaartsoudovergrootvader                | Hoogaartsoudovergrootmoeder                |
| 329       | 8225        |             | Hoogaartsoudbetovergrootouder             | Hoogaartsoudbetovergrootvader             | Hoogaartsoudbetovergrootmoeder             |
| 330       | 8250        |             | Hoogaartsstamouder                        | Hoogaartsstamvader                        | Hoogaartsstammoeder                        |
| 331       | 8275        |             | Hoogaartsstamgrootouder                   | Hoogaartsstamgrootvader                   | Hoogaartsstamgrootmoeder                   |
| 332       | 8300        |             | Hoogaartsstamovergrootouder               | Hoogaartsstamovergrootvader               | Hoogaartsstamovergrootmoeder               |
| 333       | 8325        |             | Hoogaartsstambetovergrootouder            | Hoogaartsstambetovergrootvader            | Hoogaartsstambetovergrootmoeder            |
| 334       | 8350        |             | Hoogaartsstamoudouder                     | Hoogaartsstamoudvader                     | Hoogaartsstamoudmoeder                     |
| 335       | 8375        |             | Hoogaartsstamoudgrootouder                | Hoogaartsstamoudgrootvader                | Hoogaartsstamoudgrootmoeder                |
| 336       | 8400        |             | Hoogaartsstamoudovergrootouder            | Hoogaartsstamoudovergrootvader            | Hoogaartsstamoudovergrootmoeder            |
| 337       | 8425        |             | Hoogaartsstamoudbetovergrootouder         | Hoogaartsstamoudbetovergrootvader         | Hoogaartsstamoudbetovergrootmoeder         |
| 338       | 8450        |             | Hoogaartsedelouder                        | Hoogaartsedelvader                        | Hoogaartsedelmoeder                        |
| 339       | 8475        |             | Hoogaartsedelgrootouder                   | Hoogaartsedelgrootvader                   | Hoogaartsedelgrootmoeder                   |
| 340       | 8500        |             | Hoogaartsedelovergrootouder               | Hoogaartsedelovergrootvader               | Hoogaartsedelovergrootmoeder               |
| 341       | 8525        |             | Hoogaartsedelbetovergrootouder            | Hoogaartsedelbetovergrootvader            | Hoogaartsedelbetovergrootmoeder            |
| 342       | 8550        |             | Hoogaartsedeloudouder                     | Hoogaartsedeloudvader                     | Hoogaartsedeloudmoeder                     |
| 343       | 8575        |             | Hoogaartsedeloudgrootouder                | Hoogaartsedeloudgrootvader                | Hoogaartsedeloudgrootmoeder                |
| 344       | 8600        |             | Hoogaartsedeloudovergrootouder            | Hoogaartsedeloudovergrootvader            | Hoogaartsedeloudovergrootmoeder            |
| 345       | 8625        |             | Hoogaartsedeloudbetovergrootouder         | Hoogaartsedeloudbetovergrootvader         | Hoogaartsedeloudbetovergrootmoeder         |
| 346       | 8650        |             | Hoogaartsedelstamouder                    | Hoogaartsedelstamvader                    | Hoogaartsedelstammoeder                    |
| 347       | 8675        |             | Hoogaartsedelstamgrootouder               | Hoogaartsedelstamgrootvader               | Hoogaartsedelstamgrootmoeder               |
| 348       | 8700        |             | Hoogaartsedelstamovergrootouder           | Hoogaartsedelstamovergrootvader           | Hoogaartsedelstamovergrootmoeder           |
| 349       | 8725        |             | Hoogaartsedelstambetovergrootouder        | Hoogaartsedelstambetovergrootvader        | Hoogaartsedelstambetovergrootmoeder        |
| 350       | 8750        |             | Hoogaartsedelstamoudouder                 | Hoogaartsedelstamoudvader                 | Hoogaartsedelstamoudmoeder                 |
| 351       | 8775        |             | Hoogaartsedelstamoudgrootouder            | Hoogaartsedelstamoudgrootvader            | Hoogaartsedelstamoudgrootmoeder            |
| 352       | 8800        |             | Hoogaartsedelstamoudovergrootouder        | Hoogaartsedelstamoudovergrootvader        | Hoogaartsedelstamoudovergrootmoeder        |
| 353       | 8825        |             | Hoogaartsedelstamoudbetovergrootouder     | Hoogaartsedelstamoudbetovergrootvader     | Hoogaartsedelstamoudbetovergrootmoeder     |
| 354       | 8850        |             | Hoogaartsvoorouder                        | Hoogaartsvoorvader                        | Hoogaartsvoormoeder                        |
| 355       | 8875        |             | Hoogaartsvoorgrootouder                   | Hoogaartsvoorgrootvader                   | Hoogaartsvoorgrootmoeder                   |
| 356       | 8900        |             | Hoogaartsvoorovergrootouder               | Hoogaartsvoorovergrootvader               | Hoogaartsvoorovergrootmoeder               |
| 357       | 8925        |             | Hoogaartsvoorbetovergrootouder            | Hoogaartsvoorbetovergrootvader            | Hoogaartsvoorbetovergrootmoeder            |
| 358       | 8950        |             | Hoogaartsvooroudouder                     | Hoogaartsvooroudvader                     | Hoogaartsvooroudmoeder                     |
| 359       | 8975        |             | Hoogaartsvooroudgrootouder                | Hoogaartsvooroudgrootvader                | Hoogaartsvooroudgrootmoeder                |
| 360       | 9000        |             | Hoogaartsvooroudovergrootouder            | Hoogaartsvooroudovergrootvader            | Hoogaartsvooroudovergrootmoeder            |
| 361       | 9025        |             | Hoogaartsvooroudbetovergrootouder         | Hoogaartsvooroudbetovergrootvader         | Hoogaartsvooroudbetovergrootmoeder         |
| 362       | 9050        |             | Hoogaartsvoorstamouder                    | Hoogaartsvoorstamvader                    | Hoogaartsvoorstammoeder                    |
| 363       | 9075        |             | Hoogaartsvoorstamgrootouder               | Hoogaartsvoorstamgrootvader               | Hoogaartsvoorstamgrootmoeder               |
| 364       | 9100        |             | Hoogaartsvoorstamovergrootouder           | Hoogaartsvoorstamovergrootvader           | Hoogaartsvoorstamovergrootmoeder           |
| 365       | 9125        |             | Hoogaartsvoorstambetovergrootouder        | Hoogaartsvoorstambetovergrootvader        | Hoogaartsvoorstambetovergrootmoeder        |
| 366       | 9150        |             | Hoogaartsvoorstamoudouder                 | Hoogaartsvoorstamoudvader                 | Hoogaartsvoorstamoudmoeder                 |
| 367       | 9175        |             | Hoogaartsvoorstamoudgrootouder            | Hoogaartsvoorstamoudgrootvader            | Hoogaartsvoorstamoudgrootmoeder            |
| 368       | 9200        |             | Hoogaartsvoorstamoudovergrootouder        | Hoogaartsvoorstamoudovergrootvader        | Hoogaartsvoorstamoudovergrootmoeder        |
| 369       | 9225        |             | Hoogaartsvoorstamoudbetovergrootouder     | Hoogaartsvoorstamoudbetovergrootvader     | Hoogaartsvoorstamoudbetovergrootmoeder     |
| 370       | 9250        |             | Hoogaartsvooredelouder                    | Hoogaartsvooredelvader                    | Hoogaartsvooredelmoeder                    |
| 371       | 9275        |             | Hoogaartsvooredelgrootouder               | Hoogaartsvooredelgrootvader               | Hoogaartsvooredelgrootmoeder               |
| 372       | 9300        |             | Hoogaartsvooredelovergrootouder           | Hoogaartsvooredelovergrootvader           | Hoogaartsvooredelovergrootmoeder           |
| 373       | 9325        |             | Hoogaartsvooredelbetovergrootouder        | Hoogaartsvooredelbetovergrootvader        | Hoogaartsvooredelbetovergrootmoeder        |
| 374       | 9350        |             | Hoogaartsvooredeloudouder                 | Hoogaartsvooredeloudvader                 | Hoogaartsvooredeloudmoeder                 |
| 375       | 9375        |             | Hoogaartsvooredeloudgrootouder            | Hoogaartsvooredeloudgrootvader            | Hoogaartsvooredeloudgrootmoeder            |
| 376       | 9400        |             | Hoogaartsvooredeloudovergrootouder        | Hoogaartsvooredeloudovergrootvader        | Hoogaartsvooredeloudovergrootmoeder        |
| 377       | 9425        |             | Hoogaartsvooredeloudbetovergrootouder     | Hoogaartsvooredeloudbetovergrootvader     | Hoogaartsvooredeloudbetovergrootmoeder     |
| 378       | 9450        |             | Hoogaartsvooredelstamouder                | Hoogaartsvooredelstamvader                | Hoogaartsvooredelstammoeder                |
| 379       | 9475        |             | Hoogaartsvooredelstamgrootouder           | Hoogaartsvooredelstamgrootvader           | Hoogaartsvooredelstamgrootmoeder           |
| 380       | 9500        |             | Hoogaartsvooredelstamovergrootouder       | Hoogaartsvooredelstamovergrootvader       | Hoogaartsvooredelstamovergrootmoeder       |
| 381       | 9525        |             | Hoogaartsvooredelstambetovergrootouder    | Hoogaartsvooredelstambetovergrootvader    | Hoogaartsvooredelstambetovergrootmoeder    |
| 382       | 9550        |             | Hoogaartsvooredelstamoudouder             | Hoogaartsvooredelstamoudvader             | Hoogaartsvooredelstamoudmoeder             |
| 383       | 9575        |             | Hoogaartsvooredelstamoudgrootouder        | Hoogaartsvooredelstamoudgrootvader        | Hoogaartsvooredelstamoudgrootmoeder        |
| 384       | 9600        |             | Hoogaartsvooredelstamoudovergrootouder    | Hoogaartsvooredelstamoudovergrootvader    | Hoogaartsvooredelstamoudovergrootmoeder    |
| 385       | 9625        |             | Hoogaartsvooredelstamoudbetovergrootouder | Hoogaartsvooredelstamoudbetovergrootvader | Hoogaartsvooredelstamoudbetovergrootmoeder |

### 386 t/m 513
Deze 128 generaties vormen de 2e helft van alle generaties die beginnen met het voorvoegsel Hoog.
| Generatie | Per 25 jaar | Voorvoegsel | Onzijdig                                       | Mannelijk                                      | Vrouwelijk                                      |
| --------- | ----------- | ----------- | ---------------------------------------------- | ---------------------------------------------- | ----------------------------------------------- |
| 386       | 9650        | Hoog        | Hoogopperouder                                 | Hoogoppervader                                 | Hoogoppermoeder                                 |
| 387       | 9675        |             | Hoogoppergrootouder                            | Hoogoppergrootvader                            | Hoogoppergrootmoeder                            |
| 388       | 9700        |             | Hoogopperovergrootouder                        | Hoogopperovergrootvader                        | Hoogopperovergrootmoeder                        |
| 389       | 9725        |             | Hoogopperbetovergrootouder                     | Hoogopperbetovergrootvader                     | Hoogopperbetovergrootmoeder                     |
| 390       | 9750        |             | Hoogopperoudouder                              | Hoogopperoudvader                              | Hoogopperoudmoeder                              |
| 391       | 9775        |             | Hoogopperoudgrootouder                         | Hoogopperoudgrootvader                         | Hoogopperoudgrootmoeder                         |
| 392       | 9800        |             | Hoogopperoudovergrootouder                     | Hoogopperoudovergrootvader                     | Hoogopperoudovergrootmoeder                     |
| 393       | 9825        |             | Hoogopperoudbetovergrootouder                  | Hoogopperoudbetovergrootvader                  | Hoogopperoudbetovergrootmoeder                  |
| 394       | 9850        |             | Hoogopperstamouder                             | Hoogopperstamvader                             | Hoogopperstammoeder                             |
| 395       | 9875        |             | Hoogopperstamgrootouder                        | Hoogopperstamgrootvader                        | Hoogopperstamgrootmoeder                        |
| 396       | 9900        |             | Hoogopperstamovergrootouder                    | Hoogopperstamovergrootvader                    | Hoogopperstamovergrootmoeder                    |
| 397       | 9925        |             | Hoogopperstambetovergrootouder                 | Hoogopperstambetovergrootvader                 | Hoogopperstambetovergrootmoeder                 |
| 398       | 9950        |             | Hoogopperstamoudouder                          | Hoogopperstamoudvader                          | Hoogopperstamoudmoeder                          |
| 399       | 9975        |             | Hoogopperstamoudgrootouder                     | Hoogopperstamoudgrootvader                     | Hoogopperstamoudgrootmoeder                     |
| 400       | 10000       |             | Hoogopperstamoudovergrootouder                 | Hoogopperstamoudovergrootvader                 | Hoogopperstamoudovergrootmoeder                 |
| 401       | 10025       |             | Hoogopperstamoudbetovergrootouder              | Hoogopperstamoudbetovergrootvader              | Hoogopperstamoudbetovergrootmoeder              |
| 402       | 10050       |             | Hoogopperedelouder                             | Hoogopperedelvader                             | Hoogopperedelmoeder                             |
| 403       | 10075       |             | Hoogopperedelgrootouder                        | Hoogopperedelgrootvader                        | Hoogopperedelgrootmoeder                        |
| 404       | 10100       |             | Hoogopperedelovergrootouder                    | Hoogopperedelovergrootvader                    | Hoogopperedelovergrootmoeder                    |
| 405       | 10125       |             | Hoogopperedelbetovergrootouder                 | Hoogopperedelbetovergrootvader                 | Hoogopperedelbetovergrootmoeder                 |
| 406       | 10150       |             | Hoogopperedeloudouder                          | Hoogopperedeloudvader                          | Hoogopperedeloudmoeder                          |
| 407       | 10175       |             | Hoogopperedeloudgrootouder                     | Hoogopperedeloudgrootvader                     | Hoogopperedeloudgrootmoeder                     |
| 408       | 10200       |             | Hoogopperedeloudovergrootouder                 | Hoogopperedeloudovergrootvader                 | Hoogopperedeloudovergrootmoeder                 |
| 409       | 10225       |             | Hoogopperedeloudbetovergrootouder              | Hoogopperedeloudbetovergrootvader              | Hoogopperedeloudbetovergrootmoeder              |
| 410       | 10250       |             | Hoogopperedelstamouder                         | Hoogopperedelstamvader                         | Hoogopperedelstammoeder                         |
| 411       | 10275       |             | Hoogopperedelstamgrootouder                    | Hoogopperedelstamgrootvader                    | Hoogopperedelstamgrootmoeder                    |
| 412       | 10300       |             | Hoogopperedelstamovergrootouder                | Hoogopperedelstamovergrootvader                | Hoogopperedelstamovergrootmoeder                |
| 413       | 10325       |             | Hoogopperedelstambetovergrootouder             | Hoogopperedelstambetovergrootvader             | Hoogopperedelstambetovergrootmoeder             |
| 414       | 10350       |             | Hoogopperedelstamoudouder                      | Hoogopperedelstamoudvader                      | Hoogopperedelstamoudmoeder                      |
| 415       | 10375       |             | Hoogopperedelstamoudgrootouder                 | Hoogopperedelstamoudgrootvader                 | Hoogopperedelstamoudgrootmoeder                 |
| 416       | 10400       |             | Hoogopperedelstamoudovergrootouder             | Hoogopperedelstamoudovergrootvader             | Hoogopperedelstamoudovergrootmoeder             |
| 417       | 10425       |             | Hoogopperedelstamoudbetovergrootouder          | Hoogopperedelstamoudbetovergrootvader          | Hoogopperedelstamoudbetovergrootmoeder          |
| 418       | 10450       |             | Hoogoppervoorouder                             | Hoogoppervoorvader                             | Hoogoppervoormoeder                             |
| 419       | 10475       |             | Hoogoppervoorgrootouder                        | Hoogoppervoorgrootvader                        | Hoogoppervoorgrootmoeder                        |
| 420       | 10500       |             | Hoogoppervoorovergrootouder                    | Hoogoppervoorovergrootvader                    | Hoogoppervoorovergrootmoeder                    |
| 421       | 10525       |             | Hoogoppervoorbetovergrootouder                 | Hoogoppervoorbetovergrootvader                 | Hoogoppervoorbetovergrootmoeder                 |
| 422       | 10550       |             | Hoogoppervooroudouder                          | Hoogoppervooroudvader                          | Hoogoppervooroudmoeder                          |
| 423       | 10575       |             | Hoogoppervooroudgrootouder                     | Hoogoppervooroudgrootvader                     | Hoogoppervooroudgrootmoeder                     |
| 424       | 10600       |             | Hoogoppervooroudovergrootouder                 | Hoogoppervooroudovergrootvader                 | Hoogoppervooroudovergrootmoeder                 |
| 425       | 10625       |             | Hoogoppervooroudbetovergrootouder              | Hoogoppervooroudbetovergrootvader              | Hoogoppervooroudbetovergrootmoeder              |
| 426       | 10650       |             | Hoogoppervoorstamouder                         | Hoogoppervoorstamvader                         | Hoogoppervoorstammoeder                         |
| 427       | 10675       |             | Hoogoppervoorstamgrootouder                    | Hoogoppervoorstamgrootvader                    | Hoogoppervoorstamgrootmoeder                    |
| 428       | 10700       |             | Hoogoppervoorstamovergrootouder                | Hoogoppervoorstamovergrootvader                | Hoogoppervoorstamovergrootmoeder                |
| 429       | 10725       |             | Hoogoppervoorstambetovergrootouder             | Hoogoppervoorstambetovergrootvader             | Hoogoppervoorstambetovergrootmoeder             |
| 430       | 10750       |             | Hoogoppervoorstamoudouder                      | Hoogoppervoorstamoudvader                      | Hoogoppervoorstamoudmoeder                      |
| 431       | 10775       |             | Hoogoppervoorstamoudgrootouder                 | Hoogoppervoorstamoudgrootvader                 | Hoogoppervoorstamoudgrootmoeder                 |
| 432       | 10800       |             | Hoogoppervoorstamoudovergrootouder             | Hoogoppervoorstamoudovergrootvader             | Hoogoppervoorstamoudovergrootmoeder             |
| 433       | 10825       |             | Hoogoppervoorstamoudbetovergrootouder          | Hoogoppervoorstamoudbetovergrootvader          | Hoogoppervoorstamoudbetovergrootmoeder          |
| 434       | 10850       |             | Hoogoppervooredelouder                         | Hoogoppervooredelvader                         | Hoogoppervooredelmoeder                         |
| 435       | 10875       |             | Hoogoppervooredelgrootouder                    | Hoogoppervooredelgrootvader                    | Hoogoppervooredelgrootmoeder                    |
| 436       | 10900       |             | Hoogoppervooredelovergrootouder                | Hoogoppervooredelovergrootvader                | Hoogoppervooredelovergrootmoeder                |
| 437       | 10925       |             | Hoogoppervooredelbetovergrootouder             | Hoogoppervooredelbetovergrootvader             | Hoogoppervooredelbetovergrootmoeder             |
| 438       | 10950       |             | Hoogoppervooredeloudouder                      | Hoogoppervooredeloudvader                      | Hoogoppervooredeloudmoeder                      |
| 439       | 10975       |             | Hoogoppervooredeloudgrootouder                 | Hoogoppervooredeloudgrootvader                 | Hoogoppervooredeloudgrootmoeder                 |
| 440       | 11000       |             | Hoogoppervooredeloudovergrootouder             | Hoogoppervooredeloudovergrootvader             | Hoogoppervooredeloudovergrootmoeder             |
| 441       | 11025       |             | Hoogoppervooredeloudbetovergrootouder          | Hoogoppervooredeloudbetovergrootvader          | Hoogoppervooredeloudbetovergrootmoeder          |
| 442       | 11050       |             | Hoogoppervooredelstamouder                     | Hoogoppervooredelstamvader                     | Hoogoppervooredelstammoeder                     |
| 443       | 11075       |             | Hoogoppervooredelstamgrootouder                | Hoogoppervooredelstamgrootvader                | Hoogoppervooredelstamgrootmoeder                |
| 444       | 11100       |             | Hoogoppervooredelstamovergrootouder            | Hoogoppervooredelstamovergrootvader            | Hoogoppervooredelstamovergrootmoeder            |
| 445       | 11125       |             | Hoogoppervooredelstambetovergrootouder         | Hoogoppervooredelstambetovergrootvader         | Hoogoppervooredelstambetovergrootmoeder         |
| 446       | 11150       |             | Hoogoppervooredelstamoudouder                  | Hoogoppervooredelstamoudvader                  | Hoogoppervooredelstamoudmoeder                  |
| 447       | 11175       |             | Hoogoppervooredelstamoudgrootouder             | Hoogoppervooredelstamoudgrootvader             | Hoogoppervooredelstamoudgrootmoeder             |
| 448       | 11200       |             | Hoogoppervooredelstamoudovergrootouder         | Hoogoppervooredelstamoudovergrootvader         | Hoogoppervooredelstamoudovergrootmoeder         |
| 449       | 11225       |             | Hoogoppervooredelstamoudbetovergrootouder      | Hoogoppervooredelstamoudbetovergrootvader      | Hoogoppervooredelstamoudbetovergrootmoeder      |
| 450       | 11250       |             | Hoogopperaartsouder                            | Hoogopperaartsvader                            | Hoogopperaartsmoeder                            |
| 451       | 11275       |             | Hoogopperaartsgrootouder                       | Hoogopperaartsgrootvader                       | Hoogopperaartsgrootmoeder                       |
| 452       | 11300       |             | Hoogopperaartsovergrootouder                   | Hoogopperaartsovergrootvader                   | Hoogopperaartsovergrootmoeder                   |
| 453       | 11325       |             | Hoogopperaartsbetovergrootouder                | Hoogopperaartsbetovergrootvader                | Hoogopperaartsbetovergrootmoeder                |
| 454       | 11350       |             | Hoogopperaartsoudouder                         | Hoogopperaartsoudvader                         | Hoogopperaartsoudmoeder                         |
| 455       | 11375       |             | Hoogopperaartsoudgrootouder                    | Hoogopperaartsoudgrootvader                    | Hoogopperaartsoudgrootmoeder                    |
| 456       | 11400       |             | Hoogopperaartsoudovergrootouder                | Hoogopperaartsoudovergrootvader                | Hoogopperaartsoudovergrootmoeder                |
| 457       | 11425       |             | Hoogopperaartsoudbetovergrootouder             | Hoogopperaartsoudbetovergrootvader             | Hoogopperaartsoudbetovergrootmoeder             |
| 458       | 11450       |             | Hoogopperaartsstamouder                        | Hoogopperaartsstamvader                        | Hoogopperaartsstammoeder                        |
| 459       | 11475       |             | Hoogopperaartsstamgrootouder                   | Hoogopperaartsstamgrootvader                   | Hoogopperaartsstamgrootmoeder                   |
| 460       | 11500       |             | Hoogopperaartsstamovergrootouder               | Hoogopperaartsstamovergrootvader               | Hoogopperaartsstamovergrootmoeder               |
| 461       | 11525       |             | Hoogopperaartsstambetovergrootouder            | Hoogopperaartsstambetovergrootvader            | Hoogopperaartsstambetovergrootmoeder            |
| 462       | 11550       |             | Hoogopperaartsstamoudouder                     | Hoogopperaartsstamoudvader                     | Hoogopperaartsstamoudmoeder                     |
| 463       | 11575       |             | Hoogopperaartsstamoudgrootouder                | Hoogopperaartsstamoudgrootvader                | Hoogopperaartsstamoudgrootmoeder                |
| 464       | 11600       |             | Hoogopperaartsstamoudovergrootouder            | Hoogopperaartsstamoudovergrootvader            | Hoogopperaartsstamoudovergrootmoeder            |
| 465       | 11625       |             | Hoogopperaartsstamoudbetovergrootouder         | Hoogopperaartsstamoudbetovergrootvader         | Hoogopperaartsstamoudbetovergrootmoeder         |
| 466       | 11650       |             | Hoogopperaartsedelouder                        | Hoogopperaartsedelvader                        | Hoogopperaartsedelmoeder                        |
| 467       | 11675       |             | Hoogopperaartsedelgrootouder                   | Hoogopperaartsedelgrootvader                   | Hoogopperaartsedelgrootmoeder                   |
| 468       | 11700       |             | Hoogopperaartsedelovergrootouder               | Hoogopperaartsedelovergrootvader               | Hoogopperaartsedelovergrootmoeder               |
| 469       | 11725       |             | Hoogopperaartsedelbetovergrootouder            | Hoogopperaartsedelbetovergrootvader            | Hoogopperaartsedelbetovergrootmoeder            |
| 470       | 11750       |             | Hoogopperaartsedeloudouder                     | Hoogopperaartsedeloudvader                     | Hoogopperaartsedeloudmoeder                     |
| 471       | 11775       |             | Hoogopperaartsedeloudgrootouder                | Hoogopperaartsedeloudgrootvader                | Hoogopperaartsedeloudgrootmoeder                |
| 472       | 11800       |             | Hoogopperaartsedeloudovergrootouder            | Hoogopperaartsedeloudovergrootvader            | Hoogopperaartsedeloudovergrootmoeder            |
| 473       | 11825       |             | Hoogopperaartsedeloudbetovergrootouder         | Hoogopperaartsedeloudbetovergrootvader         | Hoogopperaartsedeloudbetovergrootmoeder         |
| 474       | 11850       |             | Hoogopperaartsedelstamouder                    | Hoogopperaartsedelstamvader                    | Hoogopperaartsedelstammoeder                    |
| 475       | 11875       |             | Hoogopperaartsedelstamgrootouder               | Hoogopperaartsedelstamgrootvader               | Hoogopperaartsedelstamgrootmoeder               |
| 476       | 11900       |             | Hoogopperaartsedelstamovergrootouder           | Hoogopperaartsedelstamovergrootvader           | Hoogopperaartsedelstamovergrootmoeder           |
| 477       | 11925       |             | Hoogopperaartsedelstambetovergrootouder        | Hoogopperaartsedelstambetovergrootvader        | Hoogopperaartsedelstambetovergrootmoeder        |
| 478       | 11950       |             | Hoogopperaartsedelstamoudouder                 | Hoogopperaartsedelstamoudvader                 | Hoogopperaartsedelstamoudmoeder                 |
| 479       | 11975       |             | Hoogopperaartsedelstamoudgrootouder            | Hoogopperaartsedelstamoudgrootvader            | Hoogopperaartsedelstamoudgrootmoeder            |
| 480       | 12000       |             | Hoogopperaartsedelstamoudovergrootouder        | Hoogopperaartsedelstamoudovergrootvader        | Hoogopperaartsedelstamoudovergrootmoeder        |
| 481       | 12025       |             | Hoogopperaartsedelstamoudbetovergrootouder     | Hoogopperaartsedelstamoudbetovergrootvader     | Hoogopperaartsedelstamoudbetovergrootmoeder     |
| 482       | 12050       |             | Hoogopperaartsvoorouder                        | Hoogopperaartsvoorvader                        | Hoogopperaartsvoormoeder                        |
| 483       | 12075       |             | Hoogopperaartsvoorgrootouder                   | Hoogopperaartsvoorgrootvader                   | Hoogopperaartsvoorgrootmoeder                   |
| 484       | 12100       |             | Hoogopperaartsvoorovergrootouder               | Hoogopperaartsvoorovergrootvader               | Hoogopperaartsvoorovergrootmoeder               |
| 485       | 12125       |             | Hoogopperaartsvoorbetovergrootouder            | Hoogopperaartsvoorbetovergrootvader            | Hoogopperaartsvoorbetovergrootmoeder            |
| 486       | 12150       |             | Hoogopperaartsvooroudouder                     | Hoogopperaartsvooroudvader                     | Hoogopperaartsvooroudmoeder                     |
| 487       | 12175       |             | Hoogopperaartsvooroudgrootouder                | Hoogopperaartsvooroudgrootvader                | Hoogopperaartsvooroudgrootmoeder                |
| 488       | 12200       |             | Hoogopperaartsvooroudovergrootouder            | Hoogopperaartsvooroudovergrootvader            | Hoogopperaartsvooroudovergrootmoeder            |
| 489       | 12225       |             | Hoogopperaartsvooroudbetovergrootouder         | Hoogopperaartsvooroudbetovergrootvader         | Hoogopperaartsvooroudbetovergrootmoeder         |
| 490       | 12250       |             | Hoogopperaartsvoorstamouder                    | Hoogopperaartsvoorstamvader                    | Hoogopperaartsvoorstammoeder                    |
| 491       | 12275       |             | Hoogopperaartsvoorstamgrootouder               | Hoogopperaartsvoorstamgrootvader               | Hoogopperaartsvoorstamgrootmoeder               |
| 492       | 12300       |             | Hoogopperaartsvoorstamovergrootouder           | Hoogopperaartsvoorstamovergrootvader           | Hoogopperaartsvoorstamovergrootmoeder           |
| 493       | 12325       |             | Hoogopperaartsvoorstambetovergrootouder        | Hoogopperaartsvoorstambetovergrootvader        | Hoogopperaartsvoorstambetovergrootmoeder        |
| 494       | 12350       |             | Hoogopperaartsvoorstamoudouder                 | Hoogopperaartsvoorstamoudvader                 | Hoogopperaartsvoorstamoudmoeder                 |
| 495       | 12375       |             | Hoogopperaartsvoorstamoudgrootouder            | Hoogopperaartsvoorstamoudgrootvader            | Hoogopperaartsvoorstamoudgrootmoeder            |
| 496       | 12400       |             | Hoogopperaartsvoorstamoudovergrootouder        | Hoogopperaartsvoorstamoudovergrootvader        | Hoogopperaartsvoorstamoudovergrootmoeder        |
| 497       | 12425       |             | Hoogopperaartsvoorstamoudbetovergrootouder     | Hoogopperaartsvoorstamoudbetovergrootvader     | Hoogopperaartsvoorstamoudbetovergrootmoeder     |
| 498       | 12450       |             | Hoogopperaartsvooredelouder                    | Hoogopperaartsvooredelvader                    | Hoogopperaartsvooredelmoeder                    |
| 499       | 12475       |             | Hoogopperaartsvooredelgrootouder               | Hoogopperaartsvooredelgrootvader               | Hoogopperaartsvooredelgrootmoeder               |
| 500       | 12500       |             | Hoogopperaartsvooredelovergrootouder           | Hoogopperaartsvooredelovergrootvader           | Hoogopperaartsvooredelovergrootmoeder           |
| 501       | 12525       |             | Hoogopperaartsvooredelbetovergrootouder        | Hoogopperaartsvooredelbetovergrootvader        | Hoogopperaartsvooredelbetovergrootmoeder        |
| 502       | 12550       |             | Hoogopperaartsvooredeloudouder                 | Hoogopperaartsvooredeloudvader                 | Hoogopperaartsvooredeloudmoeder                 |
| 503       | 12575       |             | Hoogopperaartsvooredeloudgrootouder            | Hoogopperaartsvooredeloudgrootvader            | Hoogopperaartsvooredeloudgrootmoeder            |
| 504       | 12600       |             | Hoogopperaartsvooredeloudovergrootouder        | Hoogopperaartsvooredeloudovergrootvader        | Hoogopperaartsvooredeloudovergrootmoeder        |
| 505       | 12625       |             | Hoogopperaartsvooredeloudbetovergrootouder     | Hoogopperaartsvooredeloudbetovergrootvader     | Hoogopperaartsvooredeloudbetovergrootmoeder     |
| 506       | 12650       |             | Hoogopperaartsvooredelstamouder                | Hoogopperaartsvooredelstamvader                | Hoogopperaartsvooredelstammoeder                |
| 507       | 12675       |             | Hoogopperaartsvooredelstamgrootouder           | Hoogopperaartsvooredelstamgrootvader           | Hoogopperaartsvooredelstamgrootmoeder           |
| 508       | 12700       |             | Hoogopperaartsvooredelstamovergrootouder       | Hoogopperaartsvooredelstamovergrootvader       | Hoogopperaartsvooredelstamovergrootmoeder       |
| 509       | 12725       |             | Hoogopperaartsvooredelstambetovergrootouder    | Hoogopperaartsvooredelstambetovergrootvader    | Hoogopperaartsvooredelstambetovergrootmoeder    |
| 510       | 12750       |             | Hoogopperaartsvooredelstamoudouder             | Hoogopperaartsvooredelstamoudvader             | Hoogopperaartsvooredelstamoudmoeder             |
| 511       | 12775       |             | Hoogopperaartsvooredelstamoudgrootouder        | Hoogopperaartsvooredelstamoudgrootvader        | Hoogopperaartsvooredelstamoudgrootmoeder        |
| 512       | 12800       |             | Hoogopperaartsvooredelstamoudovergrootouder    | Hoogopperaartsvooredelstamoudovergrootvader    | Hoogopperaartsvooredelstamoudovergrootmoeder    |
| 513       | 12825       |             | Hoogopperaartsvooredelstamoudbetovergrootouder | Hoogopperaartsvooredelstamoudbetovergrootvader | Hoogopperaartsvooredelstamoudbetovergrootmoeder |